# 2024년 볼리비아 시위
2024년 볼리비아 시위는 에보 모랄레스 전 대통령이 루이스 아르세 정부에 대항하여 벌인 일주일간의 전국적 시위이다.

## 배경

### 전현직 대통령 간 갈등
2005년부터 2019년까지 집권한 에보 모랄레스 전 대통령은 4선 연임을 시도하던 기간 선거 부정 의혹으로 외국에 머물다가 2020년 대선에서 당선된 같은 당 소속 아르세 대통령의 지원으로 귀국하여 2023년부터 계파를 결집하여 재집권을 모색하였다. 하지만 이후 아르세 대통령과 갈등이 불거졌고 전현직 대통령 지지자 간 반목도 깊어졌다.

### 쿠데타 미수

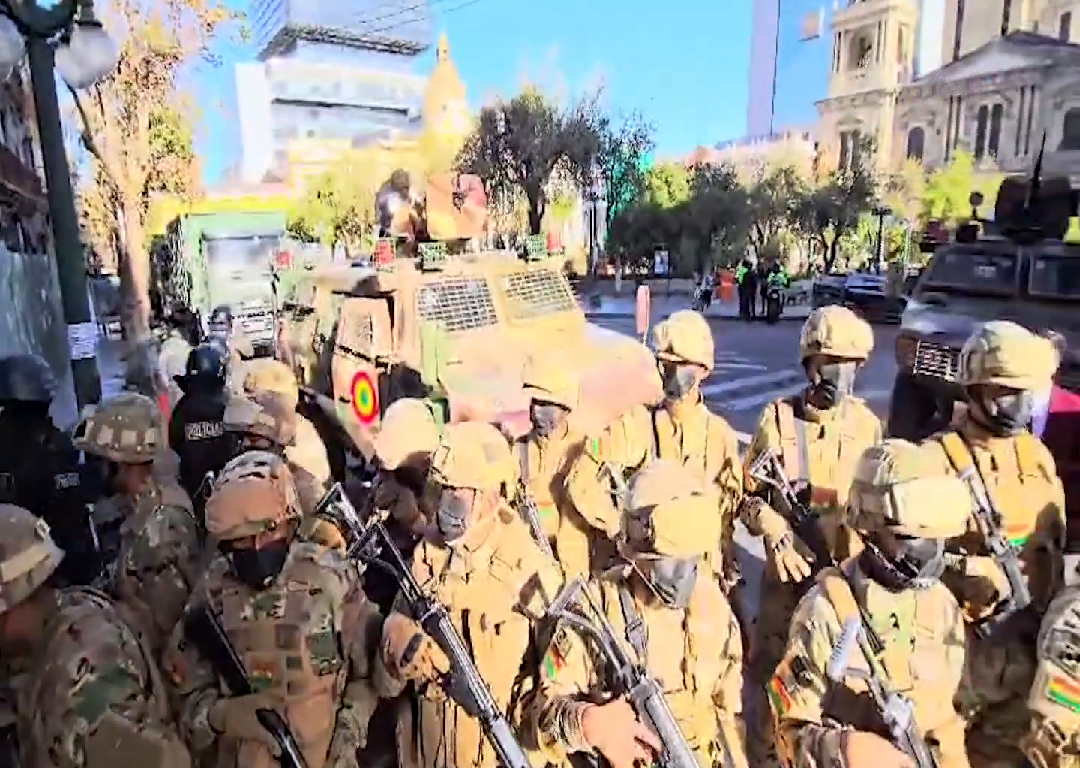
미수로 끝난 2024년 6월 26일 쿠데타 시도

2024년 6월 26일 오후 3시 경 무장한 볼리비아군 장병들이 라파스에 탱크와 장갑차 등을 동원한 채 대통령궁 진입을 시도하였다. 청사 주변에 병력을 배치함으로써 시민들의 통행을 통제하였고, 일부 군인들은 시민들을 향해 최루탄을 발사하기도 하였다.
"군은 민주주의를 다시 세워 30, 40년 동안 몇몇 같은 사람에 의해 통치되는 나라가 아닌 진정한 민주주의 국가로 만들 것이다."— 쿠데타 주동자인 후안 호세 수니가 볼리비아 합참의장

 이에 루이스 아르세 대통령은 강력 반발하였고, 육해공군의 최고위 지휘관을 전격 교체하였다. 쿠데타 시도는 3시간 만에 끝났고, 수니가 장군은 체포되어 수사를 받았다.
이 쿠데타는 수니가 장군이 내년 대통령 선거에 출마를 예고한 모랄레스를 막아서기 위해 감행한 것이 아니냐는 해석이 있다. 모랄레스 전 대통령은 4선 이상 금지라는 볼리비아 헌법재판소의 결정으로 대선에 출마할 수 없었으나, 계속 선거 출마에 대한 의지를 드러냈던 상황이었다. 실제로, 수니가 장군은 "군대는 모랄레스를 막기 위한 적법한 모든 도구를 사용할 것"이라는 등 군의 정치적 개입을 연상하는 발언을 한 적이 있었다.

## 같이 보기
- 2024년 볼리비아 쿠데타 미수